# Операция «Правдивое обещание 3»
Операция «Правдивое обещание 3» (перс. عملیات وعده صادق ٣‎) — атака, предпринятая Ираном 13 июня 2025 года после израильских авиаударов по иранским ядерным и военным объектам в рамках операции «Народ как лев». Включала различные запуски более четырёхсот баллистических ракет и более тысячи беспилотников (данные на 18 июня).
Всего, по израильским данным, по Израилю было выпущено около 550 иранских ракет и около 1000 БПЛА. Большинство из них было перехвачено, в населенные районы попали лишь около 33 ракет и один БПЛА
В результате ударов по жилым домам погибло в Бат-Яме — 6, в Тамре — 4, в Ришон-ле-Ционе — 2 человека; погибли и жители Хайфы. Был повреждён 61 жилой дом в Бат-Яме (6 не подлежат восстановлению), разрушены жилые дома Рамат-Гана, Холона и Ришон-ле-Циона, получили повреждения больница «Сорока» и ясли «Колель Хабад» в Беэр-Шеве. В Тель-Авиве повреждено здание Министерства обороны, финансовый центр и авиабаза Тель-Ноф, в Хайфе повреждён нефтеперерабатывающий завод, в Реховоте — Институт Вейцмана и ряд других объектов.

## Предыстория
Исламская Республика Иран не признаёт легитимность Государства Израиль. Доктрина Ирана после Исламской революции 1979 года отвергает сионизм как идеологию и рассматривает создание Израиля как акт незаконной экспроприации палестинских земель при поддержке западных колониальных держав. В официальной позиции Ирана декларируется поддержка права палестинцев на самоопределение на всей территории исторической Палестины. Иран позиционирует себя как главный защитник палестинского дела. Он поддерживает ряд антиизраильских вооружённых группировок, включая «Хезболлу», ХАМАС и «Палестинский исламский джихад».
Особую озабоченность Иран выражает в связи с предполагаемым наличием у Израиля ядерного арсенала. Иран рассматривает его потенциальное наличие как главную угрозу региональной стабильности. В этой связи Тегеран требует от Израиля присоединения к Договору о нераспространении ядерного оружия (ДНЯО) и постановки всех ядерных объектов под контроль МАГАТЭ, подчёркивая, что сам Иран уже находится под международным ядерным мониторингом, несмотря на наличие спорных аспектов в его ядерной программе. Иран также обвиняет Израиль в ряде враждебных действий, включая кибератаки, саботаж на ядерных объектах (например, на предприятии в Натанзе), а также в причастности к убийствам иранских учёных и военных. Хотя ответственность за ликвидацию генерала Касема Сулеймани в 2020 году официально возложена на США, в иранском дискурсе Израиль также рассматривается как соучастник или бенефициар подобных операций.
После Исламской революции риторика уничтожения Израиля закрепилась в иранской политике. Антиизраильская политика Ирана реализуется через централизованную институциональную структуру, возглавляемую канцелярией Высшего руководителя и Корпусом стражей исламской революции (КСИР). Оперативная деятельность в значительной степени осуществляется через сеть союзных негосударственных субъектов, включая «Хезболлу» в Ливане, хуситов в Йемене, ХАМАС и «Палестинский исламский джихад» на палестинских территориях, а также другие аффилированные группы. Аналитик Афшон Остовар отмечает, что цель этой сети — создать для Израиля долгосрочную экзистенциальную угрозу, «медленно удушая» его посредством серии «всё более разрушительных, бесперспективных войн». Эти организации получают постоянную иранскую поддержку и как прокси-сеть действуют на ряде фронтов, создавая экзистенциальную угрозу для Израиля. Кроме того, заявления высокопоставленных должностных лиц и враждебность режима по отношению к Израилю привели многих наблюдателей к выводу, что ядерные амбиции Ирана — часть более широкой стратегии по уничтожению Израиля. Две страны занимают противоположные позиции по иранской ядерной программе, присутствию поддерживаемых Ираном сил и ополчений в Сирии, Ливане и Йемене, а также израильско-палестинском конфликте — после атак ХАМАСа 7 октября зам. главы КСИР Али Фадави заявил, что «удары фронта сопротивления по сионистскому режиму будут продолжаться до тех пор, пока эта „раковая опухоль“ не будет стёрта с карты мира».
13 апреля 2024 года Иран ударил по Израилю ракетами и беспилотниками. Это стало переломным моментом и первым прямым нападением Ирана на Израиль с 1979 года. Атака стала крупнейшим нападением беспилотников в истории и впервые с 1991 года Израиль подвергся нападению со стороны военных другого государства. Израильские авиаудары по Ирану 13 июня 2025 года тоже стали переломным моментом, послужив катализатором ответных действий Ирана. В результате ударов погибли высокопоставленные члены Корпуса стражей исламской революции (КСИР), включая командира КСИР Хоссейна Салами, начальника Генштаба Мохаммада Багери, его зама Голяма Али Рашида, старшего советника Верховного лидера Али Шамхани и командира Силы «Кудс» Исмаила Каани. Также были убиты 6 ученых-ядерщиков, включая Ферейдуна Давани и Мохаммада Техранчи.
Целями ударов стали ядерный объект в Натанзе, где, по сообщениям, был уничтожен опытный завод по обогащению топлива, содержащий усовершенствованные центрифуги, способные обогащать уран до 60 %. Дополнительные повреждения получили электроинфраструктура и вспомогательные здания. Также был поражен Исфаханский центр ядерных технологий/исследований, повреждены производства по изготовлению металлического урана и инфраструктура для реконверсии обогащенного урана. Другими целями стали военные базы и командные центры КСИР в различных регионах.
В операции участвовало около 200 израильских истребителей, поразивших примерно 100 целей по всему Ирану. Атака была охарактеризована несколькими источниками как «беспрецедентная».
Взрывы были слышны в Тегеране, вблизи военных объектов, а также в жилых районах, где проживают высокопоставленные чиновники. Сообщалось о пожарах в нескольких гражданских кварталах. В то время как израильские власти охарактеризовали нападение как «превентивную» или «превентивную» меру, направленную на нейтрализацию того, что они считали растущей ядерной угрозой, Иран осудил атаки как вопиющее нарушение своего суверенитета и прямое посягательство на его национальную безопасность. Тегеран назвал операцию «объявлением войны», пообещав прямой и публичный ответ для сохранения национального авторитета и территориальной целостности.
Хотя Израиль и ранее наносил удары по иранским оперативникам в Сирии, этот прямой удар по иранской территории представляет собой значительную эскалацию.

## Ход событий

### 13 июня
13 июня, после израильских атак, Иран пообещал «жесткий ответ» против Израиля. США эвакуировали часть своих солдат из Ирака, а также санкционировали эвакуацию членов семей американских военнослужащих по всему региону. По словам бригадного генерала Армии обороны Израиля (ЦАХАЛ) Эффи Дефрина, Иран запустил более 100 дронов «Шахед» в сторону Израиля утром в рамках своего первоначального возмездия. Сирены гражданской обороны прозвучали в столице Иордании Аммане. Часть дронов была перехвачена Королевскими ВВС Иордании над воздушным пространством Иордании, а часть — ВВС Израиля над Саудовской Аравией и Сирией. Позже различные израильские источники сообщили, что приказ гражданскому населению укрыться был отменен, что свидетельствует о том, что большинство или все дроны были уничтожены. Хуситы также выпустили баллистическую ракету из Йемена по направлению к Иерусалиму Примерно в 21:00 по местному времени — за десять минут до того, как Иран запустил десятки ракет по Израилю — израильские граждане получили оповещения по телефону от служб Израиля с предупреждением о приближающейся атаке. ЦАХАЛ оценил, что во время атаки было выпущено менее 100 баллистических ракет, хотя иранское государственное информационное агентство IRNA сообщило о запуске сотен ракет. Гражданам было разрешено покинуть укрытия примерно в 22:10. Иран присвоил своей контратаке кодовое название «Операция „Правдивое обещание 3“» и заявил, что атаковал десятки целей, включая военные объекты и авиабазы. Сообщалось о нескольких попаданиях в центральной части Израиля, в том числе в здания в Тель-Авиве, при этом видеозаписи показывали видимое прямое попадание в военную штаб-квартиру «Кирия» возле шоссе Бегина. Осколок перехваченной ракеты также нанес ущерб на севере Израиля. Служба скорой медицинской помощи «Маген Давид Адом» (МДА) сообщила, что по меньшей мере 63 израильтянина получили ранения — один находился в критическом состоянии, один в тяжелом, восемь в легком, остальные получили незначительные травмы. Гражданская женщина, получившая критические ранения, позже скончалась. Семь военнослужащих были среди раненых, получив легкие ранения. Пожарно-спасательная служба Израиля спасла двух человек из поврежденного здания в Тель-Авиве, а Командование тыла ЦАХАЛа спасло ещё одного гражданского из здания в городе.
В городе Кум в центре Ирана над мечетью Джамкаран был поднят красный «флаг мести».

### 14 июня
14 июня, около 01:00, Иран запустил ещё один залп, состоящий из десятков ракет, большинство из которых были перехвачены, по словам представителя ЦАХАЛа. Семь человек получили ранения в результате этой атаки, один — в средней тяжести. Двое сотрудников МДА получили легкие ранения осколками стекла после попадания осколков в их реанимационное отделение. С тех пор Иран запустил три других залпа — первый вызвал срабатывание сирен на севере Израиля, остальные — по всей стране. Во время более поздних залпов здание в Ришон ле-Ционе было поражено прямым попаданием ракеты, в результате чего пострадали 19 человек, двое из которых позже скончались. Трехмесячный ребёнок, получивший легкие ранения, был спасен из-под завалов. Позже ЦАХАЛ объявил, что с ночи 13 июня Иран выпустил 200 баллистических ракет, около 25 % из которых упали на открытой местности. В армии утверждали, что «небольшое число» ракет преодолело ПВО и поразило жилые районы в Тель-Авиве, Рамат-Гане и Ришон ле-Ционе, что привело к жертвам.
Ночью Иран выпустил ещё один залп ракет по целям на севере Израиля. Баллистическая ракета попала в двухэтажный дом в арабском городе Тамра, в результате чего погибла женщина и 14 человек получили ранения. Четыре человека были эвакуированы пожарными после отдельной атаки на четырёхэтажное здание, двое из них были уже мёртвыми и ещё одна женщина умерла в больнице.

### 15 июня
Утром 15 июня Иран и хуситы в Йемене одновременно запустили баллистические ракеты «Хадж Касем», что привело к ударам по зданиям в Бат-Яме и Реховоте, торговому центру в Кирьят-Экроне и в Тель-Авиве. Удар в Бат-Яме привёл к гибели 9 человек, в том числе троих детей, ещё один человек числятся пропавшим без вести. По словам мэра Цвики Брота, повреждены 61 здание. По данным службы скорой помощи МДА, около 200 человек получили ранения, несколько — в тяжёлом состоянии.
По сообщению, удар Ирана пришёлся по Институту Вейцмана — научно-исследовательскому центру в Реховоте, где было повреждено здание с лабораториями. Министерство обороны Израиля заявило, что по центральным районам страны были нанесены ракетные удары с территории Йемена; позднее хуситы подтвердили свою ответственность, заявив, что использовали несколько баллистических ракет типа «Палестина-2» в координации с вооружёнными силами Ирана.
Позднее в тот же день Иран выпустил по Израилю ещё одну серию баллистических ракет, однако сообщений о попаданиях или пострадавших не поступало.
Вечером во время нового запуска ракет по Израилю, были нанесены удары по Тель-Авиву и Хайфе. В Хайфе семь человек получили ранения.

### 16 июня
16 июня Иран нанёс новый массированный ракетный удар по Израилю. Сообщается, что осколки ракет причинили ущерб посольству США в Тель-Авиве. Также пострадали школа в Тель-Авиве и жилые дома в Бней-Браке, Хайфе и Петах-Тикве.
В результате удара в центральной части Израиля погибли пять мирных жителей, включая 10-летнего мальчика, и более 90 человек получили ранения. Сообщалось о пострадавших и в Хайфе. По данным Израиля, за ночь было госпитализировано 287 человек. Кроме того, в Бат-Яме под завалами было обнаружено тело пожилого человека.

### 17 июня
Утром Иран запустил по Израилю около 20 ракет, в результате чего легко пострадали пять человек. CNN сообщило, что иранские ракеты поразили цели по всему Израилю, в том числе Тель-Авив, а также жилые кварталы центрального города Бат-Ям и арабо-израильский город Тамра. По данным Ynet, иранская ракета попала в город Герцлия, повредив восьмиэтажное здание и поджег пустой автобус. Взрывы были слышны в агломерации Гуш-Дан и Западном Иерусалиме. The Times of Israel сообщило, что Израиль сбил 30 иранских дронов в ночь с 16 на 17 июня. КСИР заявил, что поразил центр военной разведки и центр оперативного планирования Моссада в Израиле. Вечерняя атака иранских баллистических ракет по северу Израиля была перехвачена.

### 18 июня
В ночь с 17 на 18 июня Израиль сбил три иранских дрона.
К этому моменту, по оценкам Армии обороны Израиля, Иран выпустил по Израилю 400 ракет и 1000 дронов с начала конфликта. При этом лишь 20 ракет поразили городские районы, что привело к значительно меньшему числу жертв, чем ожидал Израиль. Из дронов менее 200 вошли в воздушное пространство Израиля, но ни один не поразил цели.
Вечером Иран запустил по Израилю одну баллистическую ракету, что вызвало включение сирен в Тель-Авиве и прилегающих районах. По данным Корпуса стражей исламской революции, в атаке была использована дальнобойная ракета «Седжил».

### 19 июня
Ранним утром Иран выпустил залп из примерно 20 баллистических ракет по Израилю, поразив более четырёх зданий в центральной и южной части страны, включая больницу «Сорока» в Беэр-Шеве. Больничные корпуса были повреждены в нескольких местах. Также пострадали Тель-Авив, Рамат-Ган и Холон. Служба скорой помощи «Маген Давид Адом» сообщила о десятках пострадавших. По сообщению министерства здравоохранения Израиля, 71 человек получил ранения в хирургическом отделении больницы «Сорока». По данным Минздрава Израиля, в результате атак пострадали 271 человек, в том числе четверо — тяжело и 16 — в состоянии средней тяжести.  
В Рамат-Гане двое людей получили тяжёлые ранения, ещё 20 — лёгкие. Ракета упала рядом с высотными зданиями; по словам министра образования, также пострадал детский сад. В Холоне несколько жилых домов были повреждены после удара по жилому кварталу: 16 человек пострадали, четверо — тяжело. Согласно израильским источникам, часть ракет, выпущенных по Беэр-Шеве и центру страны, была оснащена кассетными боеприпасами.
Позднее Иран выпустил не менее десяти ракет по северу Израиля; о жертвах или разрушениях не сообщалось.

### 20 июня
После очередного иранского ракетного удар ракеты поразили город Беэр-Шеву, вызвав возгорания вблизи офиса Microsoft и других центров высоких технологий. Центральный вокзал временно прекратил работу из-за повреждений, полученных в результате атаки. 7 человек получили ранения.
Иран нанес ракетный удар по Хайфе. Эффективность израильской системы ПВО «Железный купол», по данным NBC News, снизилась: за последние сутки было перехвачено лишь 65% иранских ракет, в то время как днем ранее этот показатель составлял почти 90%.

### 22 июня
Утром 22 июня в районе 07:30 утра, после атаки США по ядерным объектам Ирана, Израиль подвергся новому массированному обстрелу баллистическими ракетами по всей стране. Всего было выпущено около 30 ракет в несколько волн, при этом местные новостные ресурсы сообщили о 10 местах падения ракет, в частности – в Тель-Авиве, Хайфе, Нес-Ционе результатом чего стали частичные разрушения зданий. Служба скорой помощи «Маген Давид Адом» сообщила о поступлении в больницы около 23 раненых.
Корпус стражей исламской революции заявил о том, что целями данной атаки были аэропорт Бен-Гурион, центр биологических исследований, а также центры управления и командования различных уровней; впервые была использована баллистическая ракета «Хайбар». До этого КСИР объявил о начале 19-й волны в рамках своей операции, сообщив о запуске большого количества ударных дронов.
В этот день стало известно, что Иран с 13 по 15 июня 2024 года пригрозил активировать свои «спящие ячейки» с террористами в США, если Америка атакует.

### 23 июня
Иран выпустил 15 ракет по Израилю, при этом осколки от перехваченных израильскими средствами ПРО ракет упали в нескольких городах. В Иерусалиме были слышны взрывы, из-за чего сирены тревоги звучали в течение 30 минут. Армия обороны Израиля (ЦАХАЛ) заявила, что атака состояла из пяти отдельных залпов, каждый из которых включал несколько снарядов. Также было сообщено, что большинство ракет было сбито средствами противовоздушной обороны. Компания «Israel Electric Corporation» сообщила о перебоях с электричеством на юге Израиля после того, как ракета упала вблизи объекта стратегической инфраструктуры.

### 24 июня
Несмотря на объявленное Дональдом Трампом перемирие, в 5 часов утра Иран провел массированный ракетный обстрел Израиля. Одна из ракет попала в жилой дом в городе Беэр-Шева. В результате 4 человека погибли, 22 человека получили ранения.

### 25 июня
Несмотря на первоначальные нарушения перемирия как Ираном, так и Израилем, оно продолжало действовать по состоянию на 25 июня.

## Иностранное участие
США помогают Израилю перехватывать иранские ракеты. Агентство Reuters сообщило, что Иран предупредил США, Великобританию и Францию, что если они помогут остановить атаки Тегерана на Израиль, их базы и корабли в регионе станут мишенью.
По словам двух израильских чиновников, Израиль попросил администрацию Дональда Трампа присоединиться к войне с Ираном, чтобы уничтожить его ядерную программу. 

## Последствия
| Цель авиаудара                  | Информация о повреждениях |
| ------------------------------- | --- |
| Тель-Авив и окрестности города  | Выпущено более 200 ракет и дронов. Повреждены: здание Министерства обороны Израиля в Тель-Авиве, финансовый центр города и авиабаза Тель-Ноф. Город Рамат-Ган сильно пострадал. |
| Ришон-ле-Цион                   | После попадания баллистической ракеты 2 человека погибли, 20 получили ранения. Был нанесён ущерб домам.                                                                         |
| Хайфа                           | Был произведён запуск гиперзвуковых баллистических ракет по нефтеперерабатывающему заводу. Сообщалось о погибших и не менее 40 раненых.                                         |
| Северный округ                  | Попадания ракет в некоторые населённые пункты, некоторые из которых повредили электропередачи и спровоцировали лесные пожары.                                                   |
| Жилые дома Бат-Яма              | При ударе по жилым домам русскоязычного района в Бат-Ям было повреждено 61 здание. Погибло шесть жителей и ранено более 100.                                                    |
| Жилые дома Тамраа               | При ударе по жилым домам арабского города Тамра погибло погибло 4 человека. |
| Больница «Сорока»               | При ударе по больнице было ранено более 80 человек. Самый значимый ущерб получил северный хирургический корпус, а другие корпуса получили повреждения от взрывной волной.       |
| Ясли «Колель Хабад» в Беэр-Шеве | Зданию детского дошкольного учреждения был нанесен значительный ущерб. |

Израиль объявил состояние наивысшей боевой готовности, при этом Армия обороны Израиля призвала граждан оставаться в укрытиях в ожидании дальнейших атак. Публичные собрания были запрещены, школы закрыты, а рейсы в главном аэропорту Израиля отменены в качестве превентивных мер. В ответ Иран объявил о закрытии своего воздушного пространства до 14:00 по местному времени в субботу и активировал свои системы ПВО в Тегеране для перехвата любых потенциальных новых израильских ударов.
Иран пригрозил нанести удары по американским, британским и французским базам и судам в регионе, если они помогут Израилю в отражении его ударов.

## Международная реакция
ООН: генсек Антониу Гутерриш призвал обе стороны проявлять «максимальную сдержанность» и осудил любую военную эскалацию в регионе.
 Россия: президент Владимир Путин провел переговоры с президентом Ирана Масудом Пезешкианом и премьер-министром Израиля Биньямином Нетаньяху, осудив израильские удары и предложив посредничество между двумя странами.
 США: президент Дональд Трамп заявил, что «Иран должен заключить ядерную сделку, пока не стало слишком поздно». Трамп выразил поддержку израильской кампании, пообещал продолжать поставки военной техники и разрешил американским войскам помочь в перехвате первоначального иранского ракетного обстрела. США предупредили Иран о недопустимости нападения на американские интересы или персонал, подчеркнув, что в случае таких нападений последует военный ответ.